# David Lorenz

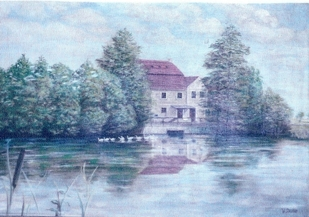
Die alte Mühle von Ogrosen

David Lorenz  (* 21. März 1856 in Ogrosen; † 5. April 1907 ebenda) war ein deutscher Maler.

## Leben
Lorenz lebte 32 Jahre in Ogrosen, danach zog er für acht Jahre nach Nürnberg und lebte dann bis zu seinem Lebensende wieder in Ogrosen. Von dort stammen auch seine Motive, von denen besonders das Bild der Mühle von Ogrosen (die mittlerweile abgerissen wurde) auch weit über den Spreewald hinaus bekannt ist.
Einige seiner Gemälde wurden noch nach seinem Tod in der Großen Deutschen Kunstausstellung und dem Haus der Deutschen Kunst ausgestellt.